# Боа-Виста-ду-Гурупи

Боа-Виста-ду-Гурупи на карте штата.

Боа-Виста-ду-Гурупи (порт. Boa Vista do Gurupi) — муниципалитет в Бразилии, входит в штат Мараньян. Составная часть мезорегиона Запад штата Мараньян. Входит в экономико-статистический микрорегион Гурупи. Население составляет 7949 человек на 2010 год. Занимает площадь 403,460 км². Плотность населения — 19,70 чел./км².

## Демография
Согласно сведениям, собранным в ходе переписи 2010 года Национальным институтом географии и статистики (IBGE), население муниципалитета составляет:
| Полное население                               | Полное население                               | Полное население                               | Полное население                               | 7949  |
| ---------------------------------------------- | ---------------------------------------------- | ---------------------------------------------- | ---------------------------------------------- | ----- |
| в том числе:                                   | Городское население                            | 5619                                           | Процент городского населения, %                | 70,69 |
|                                                | Сельское население                             | 2330                                           | Процент сельского населения, %                 | 29,31 |
|                                                | Мужское население                              | 4041                                           | Процент мужского населения, %                  | 50,84 |
|                                                | Женское население                              | 3908                                           | Процент женского населения, %                  | 49,16 |
| Плотность населения, чел/км²                   | Плотность населения, чел/км²                   | Плотность населения, чел/км²                   | Плотность населения, чел/км²                   | 19,70 |
| Население муниципалитета в % к населению штата | Население муниципалитета в % к населению штата | Население муниципалитета в % к населению штата | Население муниципалитета в % к населению штата | 0,12  |

По данным оценки 2016 года, население муниципалитета составляет 8996 жителей.

## Статистика
- Валовой внутренний продукт на 2003 год составляет 7 398 922,00 реалов (данные: Бразильский институт географии и статистики).
- Валовой внутренний продукт на душу населения на 2003 год составляет 1280,31 реалов (данные: Бразильский институт географии и статистики).
- Индекс развития человеческого потенциала на 2000 год составляет 0,621 (данные: Программа развития ООН).

## Важнейшие населенные пункты
| № | Населённый пункт    | Населённый пункт (порт.) | Категория | Население чел. (2010) | На карте                       |
| - | ------------------- | ------------------------ | --------- | --------------------- | ------------------------------ |
| 1 | Боа-Виста-ду-Гурупи | Boa Vista do Gurupi      | город     | 5619                  | 1°47′54″ ю. ш. 46°18′32″ з. д. |
| 2 | Содерландия         | Sodrelândia              | поселок   | 857                   | 1°49′06″ ю. ш. 46°07′34″ з. д. |
| 3 | Колония-Милитар     | Colônia Militar          | поселок   | 283                   | 1°47′59″ ю. ш. 46°13′30″ з. д. |
| 4 | Санта-Анжелика      | Santa Angélica           | поселок   | 269                   | 1°47′32″ ю. ш. 46°09′40″ з. д. |
| 5 | Прогресу            | Progresso                | поселок   | н/д                   | 1°47′47″ ю. ш. 46°12′49″ з. д. |